# جينيفر آرتشر
جينيفر آرتشر (بالإنجليزية: Jennifer Archer)‏ (1957، كيلبورن في الولايات المتحدة)؛ روائية أمريكية.